# Fernand de Montigny
Fernand Alphonse Marie Frédéric de Montigny (Antwerpen, 5 januari 1885 - aldaar, 2 januari 1974) was een Belgisch architect. Daarnaast was hij actief als schermer, schaatser, hockeyer en ijshockeyer. Zowel met schermen als met hockey won hij olympische medailles.

## Levensloop
Fernand de Montigny groeide op binnen de Franstalige adel te Antwerpen. Hij liep er school aan het Collège Notre-Dame. Later kreeg hij een opleiding aan de militaire school van Brussel  en volgde hij lessen bij Cyrille Verbrugge te Antwerpen in wat later de 'Cercle de l’épée' zou worden.
Samen met Louis Somers was hij de architect van de verbouwing van het Beerschotstadion in Antwerpen tot Olympisch Stadion in 1919-1920. Montigny en Somers ontwierpen ook een aantal herenhuizen en villa's, voornamelijk in beaux-artsstijl. Ook werkte hij mee aan de restauratiewerken aan het Hof van Liere en de Sint-Willibrorduskerk te Berchem.
Montigny was aangesloten bij Royal Beerschot THC. Hij nam deel aan de Tussenspelen van 1906 in Athene en behaalde met de landenploeg een bronzen medaille in de degencompetitie. Op de Olympische Spelen van 1908 behaalde hij opnieuw brons in deze discipline. Op de Olympische Spelen van 1920 behaalde hij met de hockeyploeg een bronzen medaille. Op de Spelen van 1924 ten slotte behaalde hij twee zilveren medailles, met de landenploeg in zowel de degen- als in de sabelcompetitie.
Hij kreeg zijn laatste rustplaats op de oude begraafplaats van Rhisnes.
- Bibliothèque nationale de France: cb14976898x (data)
- International Standard Name Identifier: 0000 0000 0320 1052
- Système universitaire de documentation: 261930621
- Virtual International Authority File: 29805928